# Bouleutérion d'Athènes
Le bouleutérion (grec ancien : βουλευτήριον) est le siège de la boulè de l'Athènes antique. Au cours de l'histoire de la cité, deux bâtiments de ce nom existent. Tous deux sont situés sur le côté ouest de l'agora antique d'Athènes,,.
Les 500 membres de la boulè se réunissent au sein de ce bâtiment presque quotidiennement, à l'exception des jours fériés. Leur tâche consiste à préparer les différentes législations, par la suite transmises à l'ecclésia.

## Ancien Bouleutérion
L'ancien Bouleutérion est construit pendant la période archaïque, plus précisément aux environs de 500 avant Jésus-Christ. Il sert en tant que premier lieu de réunion de la boulè fondée lors de la reforme de Clisthène. Après l'achèvement de la construction du nouveau Bouleutérion, le bâtiment sert en tant que lieu de stockage des archives de la cité-état d'Athènes.
L'ancien Bouleutérion est situé sur l'emplacement du futur Métrôon, à l'est du nouveau Bouleutérion (en). Le bâtiment est de forme presque rectangulaire, mesurant 23,8 mètres de long et 23,3 mètres de large. La partie sud du bâtiment comprend un hall d'entrée, tandis que la partie nord comprend une salle de réunion avec trois rangées de sièges étagés pour les membres de la boulè. À l'intérieur, il existe probablement cinq colonnes destinées à soutenir la toiture. Aujourd'hui, seule une partie des fondations du bâtiment subsiste,.

## Nouveau Bouleutérion
Le nouveau Bouleutérion est construit sur le côté ouest de l'ancien bâtiment aux environs de 415-406 avant Jésus-Christ. Une colonnade d'entrée, connue sous le nom de propylon est construite devant le bâtiment aux environs de 300 avant Jésus-Christ.
Le nouveau Bouleutérion mesure 22 mètres de long et 16 mètres de large et est construit en pierre calcaire. La salle de réunion du bâtiment comporte 12 rangées de sièges étagés et est destinée à accueillir les 500 membres de la boulè. Cependant, la disposition exacte des sièges n'est pas connue. À l'origine, les sièges sont probablement en bois. Aujourd'hui, seule une partie des fondations du bâtiment subsiste.
À proximité immédiate du bâtiment se situent le Métrôon, ainsi que le Tholos, lieu de réunion des prytanes.